# Goldene Kamera

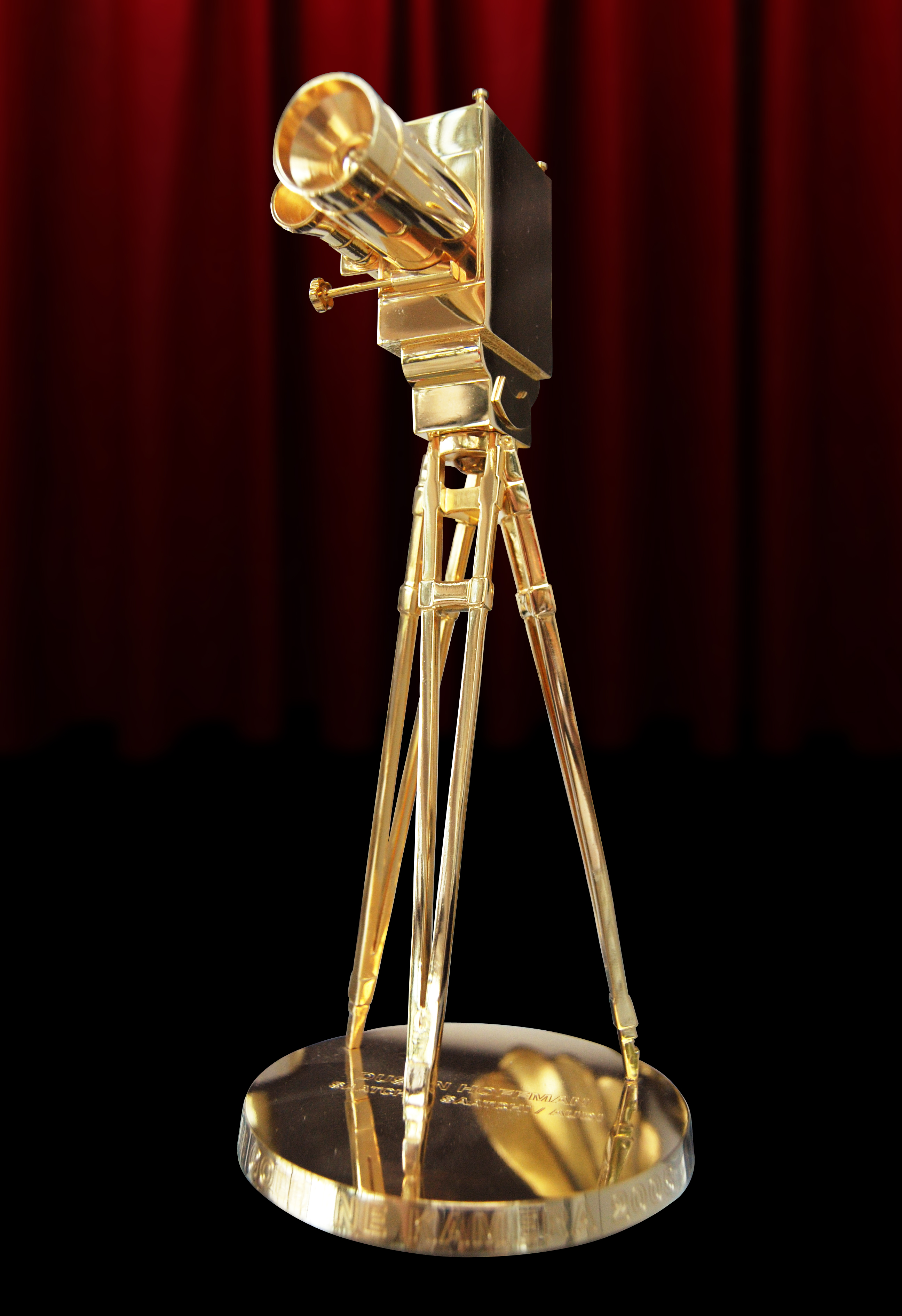
Goldene Kamera.

Goldene Kamera (em português: Câmera de Ouro) é uma condecoração anual alemã que premia as principais personalidades cinematográficas do ano anterior. Organizada pela Funke Mediengruppe, a estatueta é banhada a ouro e prata e foi construída pela artista Wolfram Beck, de Berlim. Ela tem 25 centímetros de altura e pesa cerca de 900 gramas.